# Championnat NCAA de football américain 2005
Navigation
Édition précédente Édition suivante

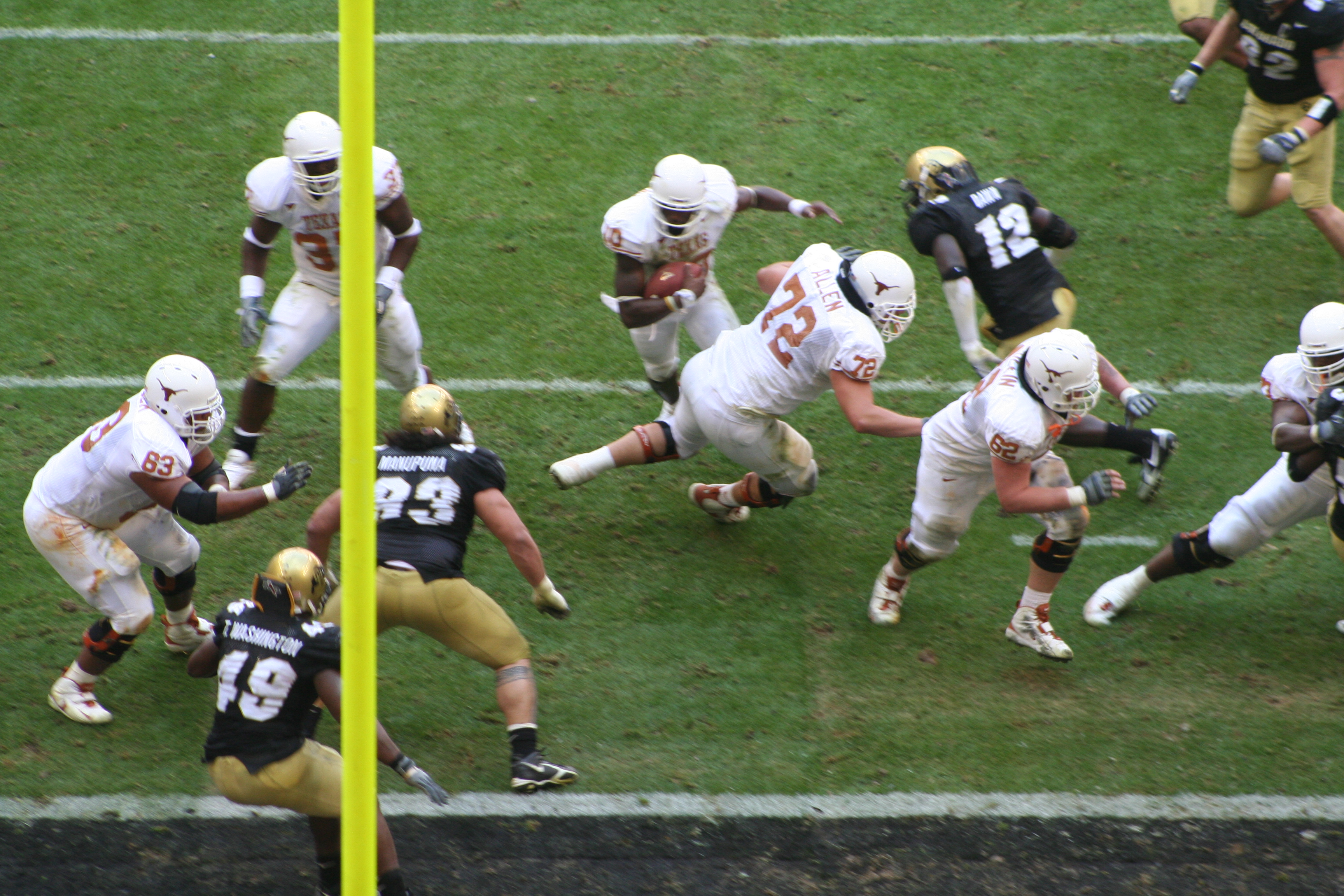
Texas Longhorn (en blanc) champion 2005

Le championnat NCAA de football américain 2005 de Division I (FBS) est le plus haut niveau de compétition de football américain universitaire aux États-Unis organisé par la National Collegiate Athletic Association (NCAA). La saison régulière commence le 1er septembre 2005 et se termine le 3 décembre 2005. 
Les séries éliminatoires se terminent le 4 janvier 2006 avec le Rose Bowl lequel constitue la finale nationale universitaire de la saison. Les Trojans  d'USC et les Longhorns du Texas terminent la saison régulière comme seules équipes invaincues de la Division I-A et se retrouvent au Rose Bowl pour disputer le titre national. Le Texas bat l'USC en grande partie à cause de la performance du quarterback Vince Young, qui enregistre 467 yards au total et marque trois touchdowns. Les Longhorns remportent leur premier championnat national depuis 1970 et leur premier titre national consensuel depuis 1969.

## Changements de conférence
Un réalignement majeur de la conférence a lieu avant la saison 2005, lorsque 18 équipes de la Division 1-A changent de conférence. 
Temple est expulsé de la Big East Conference tandis que Army met fin à sa brève affiliation avec la Conference USA, les deux écoles devenant indépendantes. Le Boston College quitte la Big East pour devenir le 12e membre de l’Atlantic Coast Conference (ACC), permettant à la ligue de se scinder en deux divisions et d’organiser un match de championnat annuel. Cincinnati, Louisville et South Florida quittent la Conference USA pour rejoindre la Big East. La Texas Christian University quitte également la Conference USA pour devenir le neuvième membre de la Mountain West Conference.
Malgré ses pertes, la Conference USA ajoute six écoles pour porter son nombre de membres à douze, « braconnant » Marshall et l'UCF de la Mid-American Conference et Rice, Southern Methodist, Tulsa et l'UTEP de la Western Athletic Conference (WAC). À l'instar de l'ACC, la Conference USA se scinde en deux divisions et instaure un match de championnat de conférence.
La Western Athletic Conference ajoute l’Idaho, New Mexico State et Utah State de la Sun Belt Conference.
La Sun Belt recrute les indépendants I-AA, Florida Atlantic et Florida International.
| Équipe                            | Conférence 2004     | Conférence 2005 |
| --------------------------------- | ------------------- | --------------- |
| Black Knights de l'Army           | Conference USA      | I-A Indépendant |
| Eagles de Boston College          | Big East            | ACC             |
| Knights d'UCF                     | MAC                 | Conference USA  |
| Bearcats de Cincinnati            | Conference USA      | Big East        |
| Cardinals de Louisville           | Conference USA      | Big East        |
| Thundering Herd de Marshall       | MAC                 | Conference USA  |
| Owls de Florida Atlantic          | I-AA Indépendant    | Sun Belt        |
| Panthers de Florida International | I-AA Indépendant    | Sun Belt        |
| Vandals de l'Idaho                | Sun Belt            | WAC             |
| Aggies de New Mexico State        | Sun Belt            | WAC             |
| Owls de Rice                      | WAC                 | Conference USA  |
| Bulls de South Florida            | Conference USA      | Big East        |
| Mustangs de SMU                   | WAC                 | Conference USA  |
| Owls de Temple                    | Big East Conference | I-A Indépendant |
| Horned Frogs de TCU               | Conference USA      | Mountain West   |
| Golden Hurricane de Tulsa         | WAC                 | Conference USA  |
| Aggies d'Utah State               | Sun Belt            | WAC             |
| MinersUd'TEP                      | WAC                 | Conference USA  |

## Changements d'entraîneur
Steve Spurrier (en) est revenu à l’entraînement universitaire pour la première fois depuis 2001 après un passage dans la NFL, menant South Carolina à une saison respectable de 7 -5. Urban Meyer, après avoir mené l'Utah vers une saison invaincue en 2004, prend le relais aux Gators de la Floride (l'ancienne équipe de Spurrier). Charlie Weis quitte les Patriots de la Nouvelle-Angleterre pour devenir entraîneur-chef de son alma mater, Notre Dame, emmenant l’équipe au Fiesta Bowl.
Les entraîneurs en chef de longue date, Barry Alvarez (en) du Wisconsin et Bill Snyder (en) de Kansas State ont pris leur retraite,. Dan Hawkins (en), qui a contribué à faire de Boise State un acteur majeur de la conférence d’athlétisme de l’ouest, quitte les Broncos pour entraîner le Colorado.

## Classements

### Classement final Associated Press
Associated Press (AP Poll) fournit un classement hebdomadaire des 25 meilleures équipes de la NCAA. Les classements sont établis par 65 journalistes sportifs et radiodiffuseurs du monde entier. Chaque électeur fournit son propre classement parmi les 25 meilleures équipes et les classements individuels sont ensuite combinés pour produire le classement national en attribuant à une équipe 25 points pour un vote à la première place, 24 pour un vote à la deuxième place et ainsi de suite jusqu'à 1 point pour un vote vingt-cinquième place. Les bulletins de vote des membres votants du scrutin AP sont rendus publics.
Le classement 2005 : 
| - 1er. Texas Longhorns (13 victoires - 0 défaite) - 2e. USC Trojans (12-1) - 3e. Penn State Nittany Lions (11-1) - 4e. Ohio State Buckeyes (10-2) - 5e. West Virginia Mountaineers (11-1) - 6e. LSU Tigers (11-2) - 7e. Virginia Tech Hokies (11-2) - 8e. Alabama Crimson Tide (10-2) - 9e. Notre Dame Fighting Irish (9-3) - 10e. Georgia Bulldogs (10-3) - 11e. TCU Horned Frogs (11-1) - 12e. Florida Gators (9-3) - 13e. Oregon Ducks (10-2) |  | - 14e. Auburn Tigers (9-3) - 15e. Wisconsin Badgers (10-3) - 16e. UCLA Bruins (10-2) - 17e. Miami Hurricanes (9-3) - 18e. Boston College Eagles (9-3) - 19e. Louisville Cardinals (9-3) - 20e. Texas Tech Red Raiders (9-3) - 21e. Clemson Tigers (8-4) - 22e. Oklahoma Sooners (8-4) - 23e. Florida State Seminoles (8-5) - 24e. Nebraska Cornhuskers (8-4) - 25e. California Golden Bears (8-4) |

## Les conférences
| Atlantic Coast | Big 12         | Conf. USA      | Southeastern      | Western Athletic | Mid-American      | Big East      | Big Ten        | Mountain West   | Pacific Ten      | Sun Belt              | Indépendants |
| -------------- | -------------- | -------------- | ----------------- | ---------------- | ----------------- | ------------- | -------------- | --------------- | ---------------- | --------------------- | ------------ |
| Boston College | Baylor         | East Carolina  | Alabama           | Boise State      | Akron             | Cincinnati    | Illinois       | Air Force       | Arizona          | Arkansas State        | Notre Dame   |
| Clemson        | Colorado       | Houston        | Arkansas          | Fresno State     | Ball State        | Connecticut   | Indiana        | BYU             | Arizona Sate     | Florida Atlantic      | Temple       |
| Duke           | Iowa State     | Marshall       | Auburn            | Hawaii           | Bowling Green     | Louisville    | Iowa           | Colorado State  | California       | Florida International | Army         |
| Florida State  | Kansas         | Memphis        | Florida           | Idaho            | Buffalo           | Pittsburgh    | Michigan       | New Mexico      | Oregon           | Louisiana-Lafayette   | Navy         |
| Georgia Tech   | Kansas State   | Rice           | Georgia           | Louisiana Tech   | Central Michigan  | Rutgers       | Michigan State | San Diego State | Oregon State     | Louisiana-Monroe      |              |
| Maryland       | Missouri       | SMU            | Kentucky          | Nevada           | Eastern Michigan  | South Florida | Minnesota      | TCU             | Stanford         | Middle Tennessee      |              |
| Miami          | Nebraska       | Southern Miss. | LSU               | New Mexico State | Kent State        | Syracuse      | Northwestern   | UNLV            | UCLA             | North Texas           |              |
| North Carolina | Oklahoma       | Tulane         | Mississippi       | San Jose State   | Miami (Ohio)      | West Virginia | Ohio State     | Utah            | USC              | Troy                  |              |
| NC State       | Oklahoma State | Tulsa          | Mississippi State | Utah State       | Northern Illinois |               | Penn State     | Wyoming         | Washington       |                       |              |
| Virginia       | Texas          | UAB            | South Carolina    |                  | Ohio              |               | Purdue         |                 | Washington State |                       |              |
| Virginia Tech  | Texas A&M      | UCF            | Tennessee         |                  | Toledo            |               | Wisconsin      |                 |                  |                       |              |
| Wake Forest    | Texas Tech     | UTEP           | Vanderbilt        |                  | Western Michigan  |               |                |                 |                  |                       |              |

## Résultats par conférence

### Atlantic Coast Conference
Les Seminoles de Florida State remportent la conférence.
| Équipe         | Conférence | Conférence | Conférence | Conférence | Conférence | Total | Total | Total | Total | Total |
| Équipe         | V          | D          | N          | PP         | PC         | V     | D     | N     | PP    | PC    |
| -------------- | ---------- | ---------- | ---------- | ---------- | ---------- | ----- | ----- | ----- | ----- | ----- |
| Boston College | 5          | 3          | 0          | 181        | 160        | 9     | 3     | 0     | 310   | 191   |
| Florida State  | 5          | 3          | 0          | 219        | 180        | 8     | 5     | 0     | 376   | 286   |
| Clemson        | 4          | 4          | 0          | 222        | 161        | 8     | 4     | 0     | 316   | 211   |
| NC State       | 3          | 5          | 0          | 136        | 182        | 7     | 5     | 0     | 249   | 212   |
| Maryland       | 3          | 5          | 0          | 190        | 217        | 5     | 6     | 0     | 270   | 275   |
| Wake Forest    | 3          | 5          | 0          | 202        | 227        | 4     | 7     | 0     | 269   | 316   |

| Équipe         | Conférence | Conférence | Conférence | Conférence | Conférence | Total | Total | Total | Total | Total |
| Équipe         | V          | D          | N          | PP         | PC         | V     | D     | N     | PP    | PC    |
| -------------- | ---------- | ---------- | ---------- | ---------- | ---------- | ----- | ----- | ----- | ----- | ----- |
| Virginia Tech  | 7          | 1          | 0          | 263        | 86         | 11    | 2     | 0     | 440   | 168   |
| Miami          | 6          | 2          | 0          | 238        | 118        | 9     | 3     | 0     | 325   | 171   |
| Georgia Tech   | 5          | 3          | 0          | 154        | 162        | 7     | 5     | 0     | 222   | 241   |
| North Carolina | 4          | 4          | 0          | 148        | 188        | 5     | 6     | 0     | 198   | 288   |
| Virginia       | 3          | 5          | 0          | 177        | 202        | 7     | 5     | 0     | 320   | 279   |
| Duke           | 0          | 8          | 0          | 95         | 342        | 1     | 10    | 0     | 177   | 408   |

| Seminoles de Florida State | 27-22 | Hokies de Virginia Tech |

### Big 12 Conference
Les Longhorns du Texas remportent la conférence.
| Équipe       | Conférence | Conférence | Conférence | Conférence | Conférence | Total | Total | Total | Total | Total |
| Équipe       | V          | D          | N          | PP         | PC         | V     | D     | N     | PP    | PC    |
| ------------ | ---------- | ---------- | ---------- | ---------- | ---------- | ----- | ----- | ----- | ----- | ----- |
| Colorado     | 5          | 3          | 0          | 219        | 167        | 7     | 6     | 0     | 305   | 307   |
| Nebraska     | 4          | 4          | 0          | 232        | 158        | 7     | 5     | 0     | 339   | 230   |
| Iowa State   | 4          | 4          | 0          | 201        | 208        | 8     | 4     | 0     | 296   | 252   |
| Missouri     | 4          | 4          | 0          | 200        | 236        | 7     | 5     | 0     | 369   | 350   |
| Kansas       | 3          | 5          | 0          | 127        | 210        | 7     | 5     | 0     | 269   | 264   |
| Kansas State | 2          | 6          | 0          | 179        | 258        | 5     | 6     | 0     | 289   | 305   |

| Équipe         | Conférence | Conférence | Conférence | Conférence | Conférence | Total | Total | Total | Total | Total |
| Équipe         | V          | D          | N          | PP         | PC         | V     | D     | N     | PP    | PC    |
| -------------- | ---------- | ---------- | ---------- | ---------- | ---------- | ----- | ----- | ----- | ----- | ----- |
| Texas          | 8          | 0          | 0          | 405        | 137        | 13    | 0     | 0     | 652   | 213   |
| Texas Tech     | 6          | 2          | 0          | 264        | 183        | 9     | 3     | 0     | 473   | 226   |
| Oklahoma       | 6          | 2          | 0          | 241        | 190        | 8     | 4     | 0     | 323   | 277   |
| Texas A&M      | 3          | 5          | 0          | 218        | 279        | 5     | 6     | 0     | 352   | 343   |
| Baylor         | 2          | 6          | 0          | 140        | 240        | 5     | 6     | 0     | 236   | 291   |
| Oklahoma State | 1          | 7          | 0          | 164        | 321        | 4     | 7     | 0     | 222   | 344   |

| Longhorns du Texas | 70-3 | Buffaloes du Colorado |

### Big East Conference
West Virginia est champion de conférences.
| Équipe        | Conférence | Conférence | Conférence | Conférence | Conférence | Total | Total | Total | Total | Total |
| Équipe        | V          | D          | N          | PP         | PC         | V     | D     | N     | PP    | PC    |
| ------------- | ---------- | ---------- | ---------- | ---------- | ---------- | ----- | ----- | ----- | ----- | ----- |
| West Virginia | 7          | 0          | 0          | 244        | 104        | 11    | 1     | 0     | 385   | 214   |
| Louisville    | 5          | 2          | 0          | 273        | 175        | 9     | 3     | 0     | 521   | 284   |
| Rutgers       | 4          | 3          | 0          | 188        | 199        | 7     | 5     | 0     | 344   | 298   |
| USF           | 4          | 3          | 0          | 188        | 135        | 6     | 6     | 0     | 276   | 216   |
| Pittsburgh    | 4          | 3          | 0          | 189        | 178        | 5     | 6     | 0     | 267   | 243   |
| Connecticut   | 2          | 5          | 0          | 115        | 170        | 5     | 6     | 0     | 272   | 211   |
| Cincinnati    | 2          | 5          | 0          | 117        | 230        | 4     | 7     | 0     | 192   | 345   |
| Syracuse      | 0          | 7          | 0          | 73         | 196        | 1     | 10    | 0     | 152   | 295   |

### Big Ten Conference
Ohio State et Penn State sont co-champions de conférence.
| Équipe         | Conférence | Conférence | Conférence | Conférence | Conférence | Total | Total | Total | Total | Total |
| Équipe         | V          | D          | N          | PP         | PC         | V     | D     | N     | PP    | PC    |
| -------------- | ---------- | ---------- | ---------- | ---------- | ---------- | ----- | ----- | ----- | ----- | ----- |
| Penn State     | 7          | 1          | 0          | 282        | 141        | 11    | 1     | 0     | 413   | 204   |
| Ohio State     | 7          | 1          | 0          | 275        | 118        | 10    | 2     | 0     | 392   | 183   |
| Wisconsin      | 5          | 3          | 0          | 246        | 228        | 10    | 3     | 0     | 446   | 309   |
| Northwestern   | 5          | 3          | 0          | 253        | 254        | 7     | 5     | 0     | 388   | 407   |
| Iowa           | 5          | 3          | 0          | 232        | 165        | 7     | 5     | 0     | 360   | 240   |
| Michigan       | 5          | 3          | 0          | 219        | 178        | 7     | 5     | 0     | 345   | 244   |
| Minnesota      | 4          | 4          | 0          | 255        | 273        | 7     | 5     | 0     | 429   | 348   |
| Purdue         | 3          | 5          | 0          | 222        | 212        | 5     | 6     | 0     | 330   | 309   |
| Michigan State | 2          | 6          | 0          | 237        | 247        | 5     | 6     | 0     | 372   | 316   |
| Indiana        | 1          | 7          | 0          | 155        | 303        | 4     | 7     | 0     | 248   | 361   |
| Illinois       | 0          | 8          | 0          | 94         | 351        | 2     | 9     | 0     | 187   | 435   |

### Conference USA
Le Golden Hurricane de Tulsa est champion de conférence.
| Équipe        | Conférence | Conférence | Conférence | Total | Total | Total |
| Équipe        | V          | D          | N          | V     | D     | N     |
| ------------- | ---------- | ---------- | ---------- | ----- | ----- | ----- |
| UCF           | 7          | 1          | 0          | 8     | 5     | 0     |
| Memphis       | 5          | 3          | 0          | 7     | 5     | 0     |
| Southern Miss | 5          | 3          | 0          | 7     | 5     | 0     |
| East Carolina | 4          | 4          | 0          | 5     | 6     | 0     |
| UAB           | 3          | 5          | 0          | 5     | 6     | 0     |
| Marshall      | 3          | 5          | 0          | 4     | 7     | 0     |

| Équipe  | Conférence | Conférence | Conférence | Total | Total | Total |
| Équipe  | V          | D          | N          | V     | D     | N     |
| ------- | ---------- | ---------- | ---------- | ----- | ----- | ----- |
| Tulsa   | 6          | 2          | 0          | 9     | 4     | 0     |
| UTEP    | 5          | 3          | 0          | 8     | 4     | 0     |
| Houston | 4          | 4          | 0          | 6     | 6     | 0     |
| SMU     | 4          | 4          | 0          | 5     | 6     | 0     |
| Tulane  | 1          | 7          | 0          | 2     | 9     | 0     |
| Rice    | 1          | 7          | 0          | 1     | 10    | 0     |

| Golden Hurricane de Tulsa | 44- 27 | Knights d'UCF |

### Mid-American Conference
Les Zips d'Akron s'imposent en finale de conférence contre les Huskies de Northern Illinois.
| Équipe              | Conférence | Conférence | Conférence | Total | Total | Total |
| Équipe              | V          | D          | N          | V     | D     | N     |
| ------------------- | ---------- | ---------- | ---------- | ----- | ----- | ----- |
| Akron               | 5          | 3          | 0          | 7     | 6     | 0     |
| Miami (OH)          | 5          | 3          | 0          | 7     | 4     | 0     |
| Bowling Green State | 5          | 3          | 0          | 6     | 5     | 0     |
| Ohio                | 3          | 5          | 0          | 4     | 7     | 0     |
| Buffalo             | 1          | 7          | 0          | 1     | 10    | 0     |
| Kent State          | 0          | 8          | 0          | 1     | 10    | 0     |

| Équipe            | Conférence | Conférence | Conférence | Total | Total | Total |
| Équipe            | V          | D          | N          | V     | D     | N     |
| ----------------- | ---------- | ---------- | ---------- | ----- | ----- | ----- |
| Toledo            | 6          | 2          | 0          | 9     | 3     | 0     |
| Northern Illinois | 6          | 2          | 0          | 7     | 5     | 0     |
| Western Michigan  | 5          | 3          | 0          | 7     | 4     | 0     |
| Central Michigan  | 5          | 3          | 0          | 6     | 5     | 0     |
| Ball State        | 4          | 4          | 0          | 4     | 7     | 0     |
| Eastern Michigan  | 3          | 5          | 0          | 4     | 7     | 0     |

| Zips d'Akron | 31-30 | Huskies de Northern Illinois |

### Mountain West Conference
Texas Christian est champion de conférence.
| Équipe           | Conférence | Conférence | Conférence | Total | Total | Total |
| Équipe           | V          | D          | N          | V     | D     | N     |
| ---------------- | ---------- | ---------- | ---------- | ----- | ----- | ----- |
| Texas Christian  | 8          | 0          | 0          | 11    | 1     | 0     |
| Brigham Young    | 5          | 3          | 0          | 6     | 6     | 0     |
| Colorado State   | 5          | 3          | 0          | 6     | 6     | 0     |
| New Mexico       | 4          | 4          | 0          | 6     | 5     | 0     |
| Utah             | 4          | 4          | 0          | 7     | 5     | 0     |
| San Diego State  | 4          | 4          | 0          | 5     | 7     | 0     |
| Air Force        | 3          | 5          | 0          | 4     | 7     | 0     |
| Wyoming          | 2          | 6          | 0          | 4     | 7     | 0     |
| Nevada-Las Vegas | 1          | 7          | 0          | 2     | 9     | 0     |

### Pacific Ten Conference
USC est champion de conférence.
| Équipe           | Conférence | Conférence | Conférence | Total | Total | Total |
| Équipe           | V          | D          | N          | V     | D     | N     |
| ---------------- | ---------- | ---------- | ---------- | ----- | ----- | ----- |
| USC              | 8          | 0          | 0          | 12    | 1     | 0     |
| Oregon           | 7          | 1          | 0          | 10    | 2     | 0     |
| UCLA             | 6          | 2          | 0          | 10    | 2     | 0     |
| California       | 4          | 4          | 0          | 8     | 4     | 0     |
| Arizona State    | 4          | 4          | 0          | 7     | 5     | 0     |
| Stanford         | 4          | 4          | 0          | 5     | 6     | 0     |
| Oregon State     | 3          | 5          | 0          | 5     | 6     | 0     |
| Arizona          | 2          | 6          | 0          | 3     | 8     | 0     |
| Washington State | 1          | 7          | 0          | 4     | 7     | 0     |
| Washington       | 1          | 7          | 0          | 2     | 9     | 0     |

### Southeastern Conference
Les Bulldogs de la Géorgie remportent le tire de champions de conférence.
| Équipe         | Conférence | Conférence | Conférence | Total | Total | Total |
| Équipe         | V          | D          | N          | V     | D     | N     |
| -------------- | ---------- | ---------- | ---------- | ----- | ----- | ----- |
| Georgia        | 6          | 2          | 0          | 10    | 3     | 0     |
| Florida        | 5          | 3          | 0          | 9     | 3     | 0     |
| South Carolina | 5          | 3          | 0          | 7     | 5     | 0     |
| Tennessee      | 3          | 5          | 0          | 5     | 6     | 0     |
| Vanderbilt     | 3          | 5          | 0          | 5     | 6     | 0     |
| Kentucky       | 2          | 6          | 0          | 3     | 8     | 0     |

| Équipe            | Conférence | Conférence | Conférence | Total | Total | Total |
| Équipe            | V          | D          | N          | V     | D     | N     |
| ----------------- | ---------- | ---------- | ---------- | ----- | ----- | ----- |
| LSU               | 7          | 1          | 0          | 11    | 2     | 0     |
| Auburn            | 7          | 1          | 0          | 9     | 3     | 0     |
| Alabama           | 6          | 2          | 0          | 10    | 2     | 0     |
| Arkansas          | 2          | 6          | 0          | 4     | 7     | 0     |
| Mississippi State | 1          | 7          | 0          | 3     | 8     | 0     |
| Ole Miss          | 1          | 7          | 0          | 3     | 8     | 0     |

| Bulldogs de la Géorgie | 34-14 | Tigers de LSU |

### Sun Belt Conference
Arkansas State, Louisiana-Lafayette et Louisiana-Monroe co-champions de conférence.
| Équipe                 | Conférence | Conférence | Conférence | Total | Total | Total |
| Équipe                 | V          | D          | N          | V     | D     | N     |
| ---------------------- | ---------- | ---------- | ---------- | ----- | ----- | ----- |
| Arkansas State         | 5          | 2          | 0          | 6     | 6     | 0     |
| Louisiana              | 5          | 2          | 0          | 6     | 5     | 0     |
| Louisiana-Monroe       | 5          | 2          | 0          | 5     | 6     | 0     |
| Florida International  | 3          | 4          | 0          | 5     | 6     | 0     |
| Middle Tennessee State | 3          | 4          | 0          | 4     | 7     | 0     |
| Troy                   | 3          | 4          | 0          | 4     | 7     | 0     |
| Florida Atlantic       | 2          | 5          | 0          | 2     | 9     | 0     |
| North Texas            | 2          | 5          | 0          | 2     | 9     | 0     |

### Western Athletic Conference
Boise State et Nevada co-champions de conférence
| Équipe           | Conférence | Conférence | Conférence | Total | Total | Total |
| Équipe           | V          | D          | N          | V     | D     | N     |
| ---------------- | ---------- | ---------- | ---------- | ----- | ----- | ----- |
| Nevada           | 7          | 1          | 0          | 9     | 3     | 0     |
| Boise State      | 7          | 1          | 0          | 9     | 4     | 0     |
| Fresno State     | 6          | 2          | 0          | 8     | 5     | 0     |
| Louisiana Tech   | 6          | 2          | 0          | 7     | 4     | 0     |
| Hawaii           | 4          | 4          | 0          | 5     | 7     | 0     |
| San Jose State   | 2          | 6          | 0          | 3     | 8     | 0     |
| Utah State       | 2          | 6          | 0          | 3     | 8     | 0     |
| Idaho            | 2          | 6          | 0          | 2     | 9     | 0     |
| New Mexico State | 0          | 8          | 0          | 0     | 12    | 0     |

### Équipes indépendantes
| Équipe     | Total | Total | Total |
| Équipe     | V     | D     | N     |
| ---------- | ----- | ----- | ----- |
| Notre Dame | 9     | 3     | 0     |
| Navy       | 8     | 4     | 0     |
| Army       | 4     | 7     | 0     |
| Temple     | 0     | 11    | 0     |

## Les bowls
| Bowl                  | Date             | Vainqueur            | Score      | Finaliste      | Réf    |
| --------------------- | ---------------- | -------------------- | ---------- | -------------- | ------ |
| Peach Bowl            | 30 décembre 2005 | LSU                  | 40-3       | Miami          | [ 51 ] |
| Houston Bowl          | 31 décembre 2005 | TCU                  | 27-24      | Iowa State     | [ 52 ] |
| Liberty Bowl          | 31 décembre 2005 | Tulsa                | 31-24      | Fresno State   | [ 53 ] |
| MPC Computers Bowl    | 28 décembre 2005 | Boston College       | 27-21      | Boise State    | [ 54 ] |
| Meineke Car Care Bowl | 31 décembre 2005 | NC State             | 14-0       | South Florida  | [ 55 ] |
| Independence Bowl     | 30 décembre 2005 | Missouri             | 38-31      | South Carolina | [ 56 ] |
| Sun Bowl              | 30 décembre 2005 | UCLA                 | 50-38      | Northwestern   | [ 57 ] |
| Music City Bowl       | 30 décembre 2005 | Virginia             | 34-31      | Minnesota      | [ 58 ] |
| Holyday Bowl          | 29 décembre 2005 | Oklahoma             | 17-14      | Oregon         | [ 59 ] |
| Emerald Bowl          | 29 décembre 2005 | Utah                 | 38-10      | Georgia Tech   | [ 60 ] |
| Alamo Bowl            | 28 décembre 2005 | Nebraska             | 32-28      | Michigan       | [ 61 ] |
| Insight Bowl          | 27 décembre 2005 | Arizona State        | 45-40      | Rutgers        | [ 62 ] |
| Champs Sport Bowl     | 27 décembre 2005 | Clemson              | 19-10      | Colorado       | [ 63 ] |
| Motor City Bowl       | 26 décembre 2005 | Memphis              | 38-31      | Akron          | [ 64 ] |
| Hawaii Bowl           | 24 décembre 2005 | Nevada               | 49-48 (OT) | UCF            | [ 65 ] |
| Armed Forces Bowl     | 23 décembre 2005 | Kansas               | 42-13      | Houston        | [ 66 ] |
| Las Vegas Bowl        | 22 décembre 2005 | California           | 35-28      | BYU            | [ 67 ] |
| Poinsettia Bowl       | 22 décembre 2005 | Navy                 | 51-30      | Colorado State | [ 68 ] |
| GMAC Bowl             | 21 décembre 2005 | Toledo               | 45-13      | UTEP           | [ 69 ] |
| New Orleans Bowl      | 20 décembre 2005 | Southern Mississippi | 31-19      | Arkansas State | [ 70 ] |
| Cotton Bowl           | 2 janvier 2006   | Alabama              | 13-10      | Texas Tech     | [ 71 ] |
| Capital One Bowl      | 2 janvier 2006   | Wisconsin            | 24-10      | Auburn         | [ 72 ] |
| Gator Bowl            | 2 janvier 2006   | Virginia Tech        | 35-24      | Louisville     | [ 73 ] |
| Outback Bowl          | 2 janvier 2006   | Florida              | 31-24      | Iowa           | [ 74 ] |

## Bowl Championship Series
| Bowl        | Date           | Vainqueur                               | Score        | Finaliste                    | Stade                                                | Réf    |
| ----------- | -------------- | --------------------------------------- | ------------ | ---------------------------- | ---------------------------------------------------- | ------ |
| Fiesta Bowl | 2 janvier 2006 | Buckeyes d'Ohio State                   | 34–20        | Fighting Irish de Notre Dame | Sun Devil Stadium, Tempe (Arizona)                   | [ 75 ] |
| Sugar Bowl  | 2 janvier 2006 | Mountaineers de la Virginie Occidentale | 38–35        | Bulldogs de la Géorgie       | Louisiana Superdome, La Nouvelle-Orléans (Louisiane) | [ 76 ] |
| Orange Bowl | 3 janvier 2006 | Nittany Lions de Penn State             | 28–26 (2 OT) | Seminoles de Florida State   | Dolphin Stadium, Miami (Floride)                     | [ 77 ] |
| Rose Bowl   | 4 janvier 2006 | Longhorns du Texas                      | 41–38        | Trojans d'USC                | Rose Bowl Stadium, Pasadena (Californie)             | [ 78 ] |

## Affluences
32 641 526 spectateurs ont assisté aux 709 matchs de DI-A, soit une moyenne de 46 039 spectateurs par rencontre. Sur les 117 équipes ayant le statut DI-A en 2005, seulement trois ont attiré moins de 10 000 spectateurs par match : Eastern Michigan (5219), Kent State (6658) et Buffalo (8914).
Les 20 meilleures moyennes de spectateurs des matchs joués à domicile : 
| Rang | Équipe                    | Spectateurs | Matchs | Moyenne |
| ---- | ------------------------- | ----------- | ------ | ------- |
| 1er  | Michigan Wolverines       | 776 405     | 7      | 110 915 |
| 2e   | Tennessee Volunteers      | 645 558     | 6      | 107 593 |
| 3e   | Ohio State Buckeyes       | 735 120     | 7      | 105 107 |
| 4e   | Penn State Nittany Lions  | 734 013     | 7      | 104 859 |
| 5e   | Georgia Bulldogs          | 556 206     | 6      | 92 701  |
| 6e   | LSU Tigers                | 549 480     | 6      | 91 580  |
| 7e   | USC Trojans               | 544 872     | 6      | 90 812  |
| 8e   | Florida Gators            | 542 435     | 6      | 90 406  |
| 9e   | Oklahoma Sooners          | 504 984     | 6      | 84 331  |
| 10e  | Auburn Tigers             | 589 124     | 7      | 84 161  |
| 11e  | Texas Longhorns           | 416 663     | 5      | 83 333  |
| 12e  | Florida State Seminoles   | 496 343     | 6      | 82 724  |
| 13e  | Wisconsin Badgers         | 495 308     | 6      | 82 551  |
| 14e  | Alabama Crimson Tide      | 567 126     | 7      | 81 018  |
| 15e  | Notre Dame Fighting Irish | 484 770     | 6      | 80 795  |
| 16e  | South Carolina Gamecocks  | 559 071     | 7      | 79 867  |
| 17e  | Texas Aggies              | 478 389     | 6      | 79 732  |
| 18e  | Clemson Tigers            | 469 391     | 6      | 78 232  |
| 19e  | Nebraska Cornhuskers      | 542 397     | 7      | 77 485  |
| 20e  | Michigan State Spartans   | 451 097     | 6      | 75 183  |

| Rang | Équipe                      | Spectateurs | Matchs | Moyenne |
| ---- | --------------------------- | ----------- | ------ | ------- |
| 1er  | Southeastern Conference     | 5 593 429   | 75     | 74 579  |
| 2e   | Big Ten Conference          | 5 507 067   | 69     | 72 566  |
| 3e   | Big 12 Conference           | 4 204 574   | 72     | 58 397  |
| 4e   | Pacific Ten Conference      | 3 448 759   | 60     | 57 479  |
| 5e   | Atlantic Coast Conference   | 3 761 402   | 72     | 52 242  |
| 6e   | indépendants                | 899 121     | 22     | 40 869  |
| 7e   | Big East Conference         | 1 812 406   | 46     | 39 400  |
| 8e   | Mountain West Conference    | 1 693 216   | 48     | 35 275  |
| 9e   | Conference USA              | 1 685 809   | 66     | 25 543  |
| 10e  | Western Athletic Conference | 1 101 350   | 51     | 21 595  |
| 11e  | Sun Belt Conference         | 523 315     | 31     | 16 881  |
| 12e  | Mid-American Conference     | 840 377     | 58     | 14 489  |

## Récompenses et honneurs

### Trophée Heisman
Le vote du trophée Heisman concerne principalement trois joueurs: Reggie Bush, Matt Leinart (qui remporte le trophée en 2004) et Vince Young. Bush remporte le trophée, avec Young (qui a aidé le Texas à remporter son premier championnat national depuis 1970), terminant deuxième lors du vote :
1. Reggie Bush, Junior,  USC, running back, (2 541 points)
2. Vince Young, Junior, Texas, quarterback, (1,608)
3. Matt Leinart, Senior, USC, quarterback (797)
4. Brady Quinn Junior, Notre Dame, quarterback (191)
5. Michael Robinson, Senior, Penn State, quarterback (49)

#### Controverse
En juin 2010, la NCAA découvre que Bush a reçu des « avantages inappropriés », en violation de la politique de la NCAA. Le 14 septembre, il annonce dans une déclaration des Saints de la Nouvelle-Orléans qu’il renonce à son trophée Heisman 2005. Le vice-champion, Vince Young, déclare qu'il n'accepte pas le trophée si Bush le perd. Le 15 septembre, le Heisman Trust annonce que le trophée 2005 est annulé et qu'il n'y a pas de vainqueur pour la saison.

### Vainqueurs des trophées majeurs
- Walter Camp Award : Reggie Bush, USC[82]
- Maxwell Award : Vince Young, Texas[83]
- AP College Football Player of the Year : Reggie Bush, USC[84]
- Lombardi Award : A. J. Hawk, Ohio State[85]
- John Mackey Award : Marcedes Lewis, UCLA[86]
- Doak Walker Award : Reggie Bush, USC[87]
- Chuck Bednarik Award : Paul Posluszny, Penn State[88]
- Outland Trophy : Greg Eslinger (en), Minnesota[89]
- Dave Rimington Trophy : Greg Eslinger, Minnesota[90]
- Davey O'Brien Award : Vince Young, QB, Texas[91]
- Johnny Unitas Award : Matt Leinart, USC[92]
- Fred Biletnikoff Award : Mike Hass (en), Oregon State[93]
- Jim Thorpe Award : Michael Huff (en), Texas[94]
- Lou Groza Award : Alexis Serna (en), Oregon State[95]
- Ray Guy Award : Ryan Plackemeier (en), Wake Forest[96]
- The Home Depot Coach of the Year Award: Joe Paterno, Penn State[97]
- Paul Bear Bryant Award : Mack Brown (en), Texas[98]
- Broyles Award : Greg Davis (en), Texas[99]

### Équipes All-American
| Position | Joueur          | Classe | Équipe           |
| -------- | --------------- | ------ | ---------------- |
| QB       | Vince Young     | JR.    | Texas            |
| RB       | Reggie Bush     | JR.    | USC              |
| RB       | Jerome Harrison | SR.    | Washington State |
| WR       | Dwayne Jarrett  | SO     | USC              |
| WR       | Jeff Samardzija | JR.    | Notre Dame       |
| TE       | Marcedes Lewis  | SR.    | UCLA             |
| OT       | Jonathan Scott  | SR.    | Texas            |
| OT       | Marcus McNeill  | SR.    | Auburn           |
| G        | Deuce Lutui     | SR.    | USC              |
| G        | Max Jean-Gilles | SR.    | Georgia          |
| C        | Greg Eslinger   | SR.    | Minnesota        |

| Position | Joueur          | Classe | Équipe        |
| -------- | --------------- | ------ | ------------- |
| DE       | Tamba Hali      | SR.    | Penn State    |
| DT       | Haloti Ngata    | SR.    | Oregon        |
| DT       | Rodrique Wright | SR.    | Texas         |
| DE       | Elvis Dumervil  | SR.    | Louisville    |
| LB       | A. J. Hawk      | SR.    | Ohio State    |
| LB       | DeMeco Ryans    | SR.    | Alabama       |
| LB       | Paul Posluszny  | JR.    | Penn State    |
| CB       | Jimmy Williams  | SR.    | Virginia Tech |
| CB       | Tye Hill        | SR.    | Clemson       |
| S        | Michael Huff    | SR.    | Texas         |
| S        | Greg Blue       | SR.    | Georgia       |

| Position | Joueur           | Classe | Équipe      |
| -------- | ---------------- | ------ | ----------- |
| Kicker   | Mason Crosby     | JR.    | Colorado    |
| Punter   | Ryan Plackemeier | SR.    | Wake Forest |
| RS (en)  | Maurice Drew     | JR.    | UCLA        |